# هازجة استوائية
هازجة استوائية (باللاتينية: Setophaga pitiayumi) طائر من فصيلة هوازج العالم الجديد ويتبع لجنس سيتوفاغا.
نطاق وضع الفراخ للطائر من أقصى الجنوب لتكساس إلى شمال غرب المكسيك عبر أمريكا الوسطى وإلى جنوب الأرجنتين.